# سلفاتوري ماسترونونزيو
سلفاتوري ماسترونونزيو (بالإيطالية: Salvatore Mastronunzio)‏ (5 سبتمبر 1979 بإمبولي في إيطاليا - ) هو لاعب كرة قدم إيطالي في مركز الهجوم. شارك مع منتخب إيطاليا تحت 17 سنة لكرة القدم. أما مع النوادي، فقد لعب مع نادي أسكولي ونادي أنكونا ونادي إمبولي ونادي سبيزيا ونادي سيينا ونادي فروسينوني ونادي فوجيا وCavese 1919 ‏ وCavese 1919 ‏ وFermana FC ‏ ونادي غوبيو وA.S.D. Stuoie Baracca Lugo ‏ وSan Frediano Rondinella SS ‏.

## روابط خارجية
- سلفاتوري ماسترونونزيو على موقع قاعدة بيانات كرة القدم.إي يو (الإنجليزية)
- سلفاتوري ماسترونونزيو على موقع Soccerway.com (الإنجليزية)
- سلفاتوري ماسترونونزيو على موقع عالم كرة القدم.نت (الإنجليزية)